# エストゥールネル・ド・コンスタン
エストゥルネル・ド・コンスタン（Paul-Henri-Benjamin d'Estournelles de Constant、1852年11月22日 - 1924年5月15日）は、フランスの外交官で政治家である。常設仲裁裁判所の提唱者で1909年のノーベル平和賞受賞者である。彼はサルト県の、十字軍の時代まで系譜が遡る古い貴族の家に生まれた。有名な政治家で作家のバンジャマン・コンスタンは大叔父にあたる。パリのリセ・ルイ＝ル＝グランで法律と東洋の言語を学ぶんだ後、1876年に外交官となった。

## 生涯
外交官になって最初の頃はモンテネグロ、オスマン帝国、オランダ、イギリス、チュニジアなどに赴任し、1882年に外務省レバント局の助教授としてパリに戻ってきた。1890年には再び外交官としてロンドンに赴き、イギリスの植民地との紛争を仲裁した。彼は外交官としての仕事に限界を感じ、1895年に議会に転身した。1904年には元老院議員となり、1924年まで務めた。
外交官や政治家として、彼は植民地の問題に当たり、一貫してフランス第三共和政の植民地政策に反対した。彼はフランス議会からの植民地議席の削減を支持し、同化された植民地を保護国とする政策を推進した。特にマダガスカルでの植民地法の強制や列強による中国の分割には強く反対した。ただし国内問題に関しては、今日で言うところの「道徳に対する暴行」という態度をとった。
彼はとにかく国際関係の改善に身を捧げ、1900年には常設仲裁裁判所の裁判官となった。彼は1898年と1907年のハーグ陸戦条約のフランス側の代表となりヨーロッパ連合の展望を描いた。
彼は歴史書や政治書、そして時には戯曲まで書いた。さらにいくつもの新聞にも常に寄稿していた。アメリカ人の女性と結婚してアメリカ中を旅し、アメリカ合衆国についての著書も書いている。